# Castle Douglas
Castle Douglas, schottisch-gälisch: Caisteal Dhùghlais, ist eine Ortschaft in der schottischen Council Area Dumfries and Galloway beziehungsweise in der traditionellen Grafschaft Kirkcudbrightshire. Sie liegt rund zwölf Kilometer nordöstlich von Kirkcudbright und 24 Kilometer südwestlich von Dumfries am linken Ufer des Carlingwark Loch.

## Geschichte
Die Siedlung war als Causewayend, dann als Carlingwark bekannt. Hierbei handelte es sich um kleine Siedlungen im Umkreis von Threave Castle. William Douglas, 1. Baronet, der sich das nahegelegene Gelston Castle als Sitz erbauen ließ, entwickelte die Ortschaft im Jahre 1789 und gab ihr ihren heutigen Namen. Sein Bruder liegt im Douglas Mausoleum bestattet. Es siedelten sich unter anderem eine Wollmühle und eine Gießerei an. Des Weiteren wurden Jahrmärkte abgehalten. Castle Douglas entwickelte sich in der Folgezeit zu einem regionalen Unterzentrum. Später siedelten sich Textil- und Milchindustrie an. Die Bedeutung für den regionalen Viehhandel spiegelt die um 1900 erbaute Viehmarkthalle von Castle Douglas wider.
Im Rahmen der Zensuserhebung 2011 wurden in Castle Douglas 4174 Einwohner gezählt. Nachdem im Jahre 1841 in Castle Douglas 1847 Personen gelebt hatten, stieg die Einwohnerzahl im Laufe der Jahrzehnte nahezu gleichförmig an.

## Verkehr
Die A75 (Stranraer–Gretna Green) passiert die Ortschaft im Norden und schließt sie an das Fernverkehrsstraßennetz an. Im Zentrum von Castle Douglas endet außerdem die aus Ayr kommende A713 sowie die A745. 1859 wurde die Castle Douglas and Dumfries Railway eröffnet. Später bestand am Bahnhof Castle Douglas Anschluss an die Portpatrick and Wigtownshire Joint Railway sowie die Kirkcudbright Railway. Im Zuge der Beeching-Axt wurde die Strecke im Juni 1965 aufgelassen.

## Persönlichkeiten
- William Stewart MacGeorge (1861–1931), Maler des Spätimpressionismus
- John Muir (1874–1947), Arzt und Pflanzensammler
- George Wallach (1883–1980), Cross- und Langstreckenläufer
- David Clark, Baron Clark of Windermere (* 1939), Politiker der Labour Party
- Chris Fulton (* 1988), Schauspieler